# Grundtjärnen (Särna socken, Dalarna, 682027-134920)
Grundtjärnen är en sjö i Älvdalens kommun i Dalarna och ingår i Dalälvens huvudavrinningsområde.